# Alanje
Alanje – miejscowość w prowincji Chiriquí w Panamie. Stolica dystryktu o tej samej nazwie. Ludność: 2 406 (2010). Położona jest nad rzeką Rio Chico w odległości ok. 20 km od stolicy prowincji miasta David.